# Mundhånd-system
Mund-hånd-system (MHS) er et særligt system, der blev opfundet af forstanderen for døveskolen i Nyborg, Georg Forchhammer, omkring år 1900. Den 25. maj 1903 forsvarede dr. phil. Georg Forchhammer sin doktordisputats om MHS. MHS kombinerer tale med 14 forskellige håndstillinger. MHS er fonetisk opbygget og hver håndstilling repræsenterer en konsonantlyd. MHS er altså et system, der bygger på sproglyde. Man taler dansk eller andre sprog, og ledsager samtidig talen med de forskellige håndstillinger, der viser de forskellige konsonantlyde.
MHS egner sig især til kommunikationssituationer, hvor taletempoet er moderat, og hvor der er mulighed for at gentage og omformulere ord og sætninger, som ikke forstås i første omgang. Det kan være svært at aflæse MHS over længere afstande.
Døvblevne og hørehæmmede der har dansk som modersmål, men som har brug for at støtte kommunikationen visuelt, har muligheden for at benytte sig af MHS. En del døvblevne er så rutinerede i at aflæse MHS, at systemet kan bruges til kommunikation med familien i hverdagen. I dag er det dog de færreste, der udelukkende benytter sig af MHS i kommunikationssituationer.
MHS kombineres ofte med naturlige tegn og evt. elementer fra tegnsprog, så nogle af ordene kombineres med et tegn og andre med MHS. MHS bruges især til person- og stednavne.
MHS bruges også af mange døve, men det forudsætter, at man kender det danske ord – og dermed udtalen. Hvis man slår over til at tale andre sprog, er det godt lige at nævne, at nu taler man f.eks. engelsk eller tysk.